# Difluoruro di zolfo
Il difluoruro di zolfo o fluoruro di zolfo(II) è il composto inorganico con formula SF2. In questo fluoruro lo zolfo è nello stato di ossidazione +2. È un gas incolore molto instabile. Il composto fu caratterizzato per la prima volta nel 1969 osservandone lo spettro rotazionale.

## Sintesi
SF2 si può generare facendo reagire dicloruro di zolfo con fluoruro di potassio o con fluoruro di mercurio(II):
{\displaystyle {\ce {SCl2 + 2 KF -> SF2 + 2 KCl}}}
{\displaystyle {\ce {SCl2 + HgF2 -> SF2 + HgCl2}}}
Alternativamente si può fluorurare il solfuro di carbonile con fluoro:
{\displaystyle {\ce {COS + F2 -> SF2 + CO}}}

## Proprietà

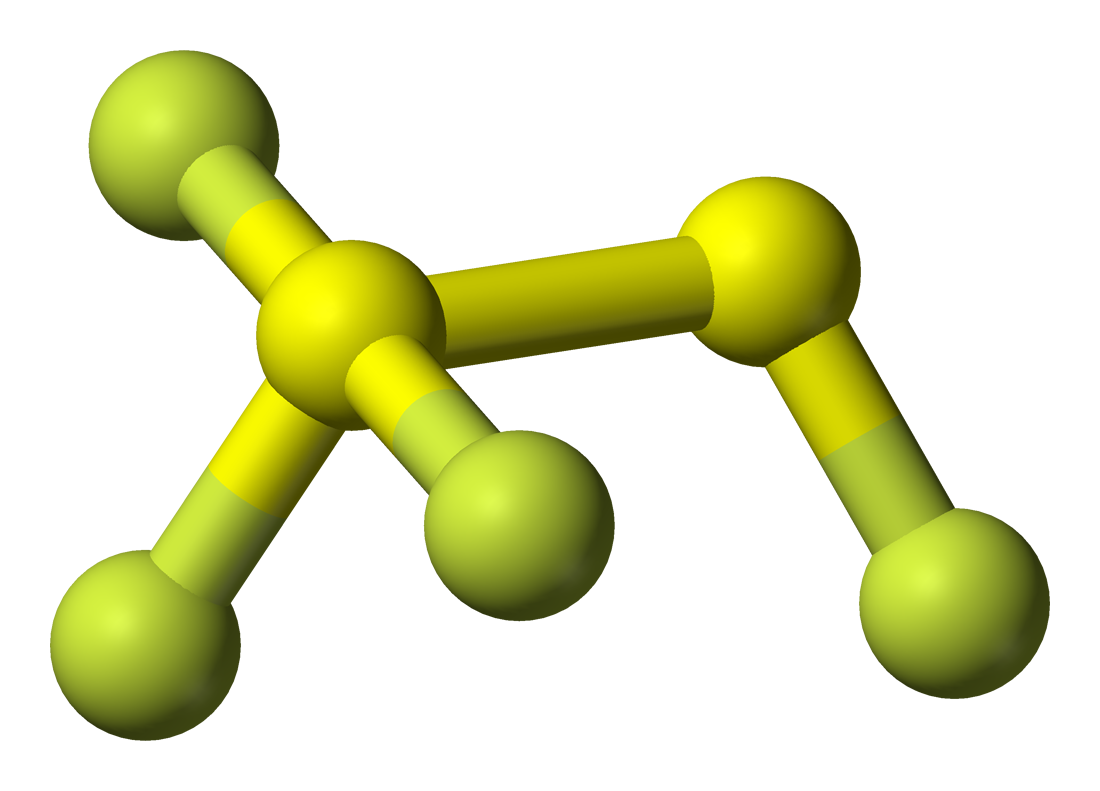
Struttura del dimero FSSF_{3}

La molecola SF2 ha forma angolare, con simmetria C2v; l'angolo F–S–F è di 98° e la distanza F–S è 159 pm. Il composto è molto instabile e dimerizza formando FSSF3. Si ritiene che questa specie asimmetrica si formi per inserzione di una molecola SF2 nel legame S–F di una seconda molecola SF2.